# Atsinganosaurus
Atsinganosaurus é um gênero de dinossauro saurópode do Cretáceo Superior da França. Há uma única espécie descrita para o gênero Atsinganosaurus velauciensis.